# Belgien i olympiska vinterspelen 1980
Belgien deltog med två deltagare vid de olympiska vinterspelen 1980 i Lake Placid. Ingen av landets deltagare erövrade någon medalj.